# Day after tomorrow (day after tomorrow의 음반)
day after tomorrow(데이 애프터 투모로우)는 일본의 음악 그룹 데이 애프터 투모로우의 미니 앨범이다.
2002년 8월 7일에 발표되었다. 당시 이 음반은 일본 레코드 협회의 차트에서 최고 10위를 차지했으며, 협회로부터 골드 등급을 인정 받기도 했다.

## 개요
데이 애프터 투모로우의 데뷔 작품. 또한 데뷔 싱글인 「faraway」은 이 작품의 리컷 싱글(Recut Single)이다.
신인이 앨범으로 데뷔, 게다가 전곡 타이업이 붙었다는 것은 매우 이례적이다. 「Special Thanks」중 키타노 마사토의 부분에서는 후루이 히로히토 (古井弘人, GARNET CROW)、오가 요시노부 (大賀好修, OOM)를 언급하고 있다.

## 수록곡
1. prize (4:18)
 (작사 ： misono / 작곡 ： 스즈키 다이스케 / 편곡 ： 이가라시 미츠루)
후지 텔레비전계열 『열혈! 산타마리아 (熱血!サンタマリア)』 주제가
2. faraway (5:13)
 (작사 ： misono / 작곡 ： 키타노 마사토 / 편곡 ： 이시즈카 토모키, 이가라시 미츠루)
모리나카 세이카(森永製菓) 「ICE BOX」 TV-CF송
첫 번째 싱글로 리컷 됨
3. gradually (4:52)
 (작사 ： misono / 작곡・편곡 ： 이가라시 미츠루)
후지 텔레비전계열 『B.C.뷰티・콜로세움 (B.C.ビューティー・コロシアム)』 2002년 4월부터 9월까지, 2003년 9월 26일 (정규 방송 마지막회), 특별편의 주제가
보컬의 misono가 자신의 커버 앨범 『카바ALBUM (カバALBUM)』으로 솔로로 커버했음
4. vivace (3:44)
 (작사 ： misono / 작곡 ： 키타노 마사토 / 편곡 ： 이가라시 미츠루)
텔레비전 도쿄 『blanc V』 주제곡
5. for you (4:27)
 (작사 ： misono / 작곡 ： 스즈키 다이스케 / 편곡 ： 이가라시 미츠루)
후지 텔레비전계열 『쁘티 메리지 (プチマリッジ)』 주제곡
6. gift (5:48)
 (작사 ： misono / 작곡 ： 스즈키 다이스케 / 편곡 ： 이가라시 미츠루)
후지 텔레비전 『트리뷰트 (トリビュート)』 주제곡